# Alabama Hill (California)
Alabama Hill es un área no incorporada ubicada en el condado de Calaveras en el estado estadounidense de California.

## Geografía
Alabama Hill se encuentra ubicada en las coordenadas 38°21′18″N 120°35′31″O / 38.35500, -120.59194.